# Петко Шаханов
Петко Николов Шаханов е български възрожденски учител, физик.

## Биография
Роден е на 8 октомври 1858 година в тракийския български град Ески Заара, тогава в Османската империя. Завършва Физико-математическия факултет в Петербургския университет. Преподава в Старозагорската девическа гимназия, в мъжките и девически гимназии в Пловдив, Русе и във Втора Софийска мъжка гимназия. В 1887/1888 учебна година преподава в Солунската българска мъжка гимназия.
Шаханов въвежда нов дух в образованието по физика, като урежда и оборудва образцови кабинети. През 1909 година е сред основателите на Висшето педагогическо училище в Пловдив и негов пръв директор.
Умира на 21 април 1921 година в Пловдив.
Негова дъщеря е художничката Олга Шаханова-Шишкова.